# Humprechtsau
Humprechtsau (fränkisch: Mumerädsah) ist ein Gemeindeteil der Stadt Bad Windsheim, Landkreis Neustadt an der Aisch-Bad Windsheim (Mittelfranken, Bayern). Die Gemarkung Humprechtsau hat eine Fläche von 3,712 km². Sie ist in 396 Flurstücke aufgeteilt, die eine durchschnittliche Fläche von 9374,00 m² haben.

## Geographie
Durch das Kirchdorf fließt der Kaibach (im Unterlauf Riedgraben genannt), ein linker Zufluss der Tief. Im Norden grenzt das gemeindefreie Gebiet Osing an, das auf einem Bergrücken liegt. Im Osten liegen die Brunnenwiesen, im Süden der Ochsenwasen und 1 km im Westen Kleinasang.
Die Kreisstraße NEA 35 führt nach Berolzheim zur Staatsstraße 2253 (3,2 km südöstlich) bzw. zur Staatsstraße 2256 bei Herbolzheim (2,8 km westlich). Eine Gemeindeverbindungsstraße führt nach Krautostheim zur St 2256 (2,3 km nördlich).

## Geschichte
Humprechtsau ist ein Ausbauort der Muttersiedlung Herbolzheim und ist wahrscheinlich nach der Rodung des Osing (zwischen 750 und 800) entstanden. Benannt wurde er nach dessen Gründer namens „Hunbreht“. Der Ort hat sich aus zwei Urhöfen entwickelt. Ziemlich bald ist eine Wehrkirche dazugekommen, die eine Filiale von St. Michael (Herbolzheim) war. Erstmals namentlich erwähnt wurde der Ort erst 1303 im Würzburger Lehenbuch als „Humbrehtsowe“. Wahrscheinlich gab es im Ort auch ein Schloss, das aber spätestens 1596 nicht mehr existierte. Die Reformation wurde 1525 in Humprechtsau (mit Oberntief) eingeführt. Bis 1533 gab das Bistum Würzburg unterschiedlichen Herren den Ort zu Lehen, zuletzt an Simon von Zedtwitz. 1533 verkaufte das Bistum den Ort an die Reichsstadt Windsheim für 1694 Rheinische Gulden. Am 20. Februar 1756 brannte das Dorf durch einen Unglücksfall fast zur Hälfte ab.
Gegen Ende des 18. Jahrhunderts gab es in Humprechtsau 30 Anwesen. Das Hochgericht übte die Reichsstadt Windsheim aus. Sie hatte ggf. an das brandenburg-bayreuthische Vogtamt Lenkersheim auszuliefern. Die Dorf- und Gemeindeherrschaft hatte die Reichsstadt Windsheim. Grundherren waren die Reichsstadt Windsheim (Kirche, Schule, Gemeindeschmiede, 6 Höfe, 14 Güter, 2 Häuser), das Alt- und Neumünster Würzburg (2 Güter), die Oberpfarrei Herbolzheim (2 Güter) und die Verwaltung Burgbernheim des Juliusspitals Würzburg (1 Wirtshaus).
Von 1797 bis 1810 unterstand der Ort dem Justizamt Külsheim und Kammeramt Ipsheim. Im Jahr 1810 kam Humprechtsau an das Königreich Bayern. Im Rahmen des Gemeindeedikts wurde es dem 1811 gebildeten Steuerdistrikt Külsheim und der 1817 gebildeten Ruralgemeinde Külsheim zugewiesen. Mit dem Zweiten Gemeindeedikt (1818) entstand die Ruralgemeinde Humprechtsau. Diese war in Verwaltung und Gerichtsbarkeit dem Landgericht Windsheim zugeordnet und in der Finanzverwaltung dem Rentamt Ipsheim. Ab 1862 gehörte Humprechtsau zum Bezirksamt Uffenheim (1939 in Landkreis Uffenheim umbenannt) und ab 1856 zum Rentamt Windsheim (1919 in Finanzamt Windsheim umbenannt, seit 1972 Finanzamt Uffenheim). Die Gerichtsbarkeit blieb beim Landgericht Windsheim (1879 in Amtsgericht Windsheim umbenannt), seit 1973 ist das Amtsgericht Neustadt an der Aisch zuständig. Die Gemeinde hatte eine Gebietsfläche von 3,714 km².
Im Zuge der Gebietsreform in Bayern wurde Humprechtsau am 1. Juli 1972 nach Bad Windsheim eingemeindet.

### Baudenkmäler
In Humprechtsau gibt es fünf Baudenkmäler:
- Haus Nr. 08: erdgeschossiges Wohnstallhaus
- Haus Nr. 18: erdgeschossiges Wohnstallhaus
- Haus Nr. 21: erdgeschossiges Wohnstallhaus
- Haus Nr. 28: St. Maria, evang.-luth. Filialkirche
- Friedhof

### Bodendenkmäler
In der Gemarkung Humprechtsau gibt es vier Bodendenkmäler.

### Einwohnerentwicklung
| Jahr      | 1818   | 1840   | 1852   | 1855   | 1861   | 1867   | 1871   | 1875   | 1880   | 1885   | 1890   | 1895   | 1900   | 1905   | 1910   | 1919   | 1925   | 1933   | 1939   | 1946   | 1950   | 1952   | 1961   | 1970   | 1987   | 2011 |
| Einwohner | 151    | 141    | 142    | 155    | 150    | 153    | 153    | 161    | 138    | 150    | 147    | 137    | 129    | 123    | 119    | 131    | 124    | 113    | 106    | 140    | 133    | 130    | 108    | 89     | 89     | 68   |
| Häuser    | 26     | 26     |        |        |        |        | 26     |        |        | 25     | 25     |        | 27     |        |        |        | 24     |        |        |        | 26     |        | 23     |        | 22     |      |
| Quelle    | [ 19 ] | [ 20 ] | [ 21 ] | [ 21 ] | [ 22 ] | [ 23 ] | [ 24 ] | [ 25 ] | [ 26 ] | [ 27 ] | [ 28 ] | [ 21 ] | [ 29 ] | [ 21 ] | [ 30 ] | [ 21 ] | [ 31 ] | [ 21 ] | [ 21 ] | [ 21 ] | [ 32 ] | [ 21 ] | [ 14 ] | [ 33 ] | [ 34 ] |      |

## Religion
Der Ort ist seit der Reformation evangelisch-lutherisch geprägt und bis heute nach St. Maria (Oberntief) gepfarrt. Die Katholiken waren ursprünglich nach St. Michael (Herbolzheim) gepfarrt, heute ist die Pfarrei St. Bonifaz (Bad Windsheim) zuständig.